# Слободан Крчмаревић
Слободан Крчмаревић (Београд, 12. јун 1965) је бивши југословенски и српски фудбалер, а садашњи фудбалски тренер.

## Каријера
Играо је у млађим категоријама Партизана и већ у сезони 1983/84. дебитовао је за први тим "црно-белих", али није успео да се наметне и задржи место у екипи. Наставља каријеру у Бору, а праву афирмацију доживљава у ОФК Београду, за који наступа од 1988. до 1991. године. Ту доказује да поседује квалитет за Партизан, па се на велика врата у лето 1991. враћа у Хумску 1 и постаје члан екипе коју је водио Ивица Осим. У наредне две сезоне, Крчмаревић постаје стандардна "једанаестица" Партизана, и чини сјајан тандем по левој страни терена са левим беком Небојшом Гудељом. Каријеру је наставио на Кипру и у Грчкој, завршио је 2001. године, а од познатијих екипа наступао је за ПАОК и Паниониос.
Данас се Крчмаревић бави тренерским послом, а тренирао је националне селекције Србије до 19 и до 21 године, био је тренер у млађим категоријама Партизана а седео је и на клупи ОФК Београда.
Слободанов син је фудбалер Никола Крчмаревић.